# 여성중심주의
여성중심주의(Gynocentrism)는 전적으로 여성의 시선에서 세상을 바라보는 관점이다. 
여성주의가 본격적으로 등장하기 이전에 유럽인들이 미국의 사회가 여성의 행복에 초점을 맞춘다는 것을 비판하기 위해 사용되기 시작한 단어로, 20세기부터 여성주의에서 많이 사용되는 단어가 되었다.

## 같이 보기
- 남성중심주의(Androcentrism)
- 성 중립적 언어(Gender-neutral language)
- Herstory